# یونیون پراپرتیز
یونیون پراپرتیز (انگلیسی: Union Properties) شرکت املاک و مستغلات اماراتی است، که در سال ۱۹۸۷ تأسیس شد.